# Syngonorthus
Syngonorthus là một chi bướm đêm thuộc họ Geometridae.